# Maxus (fusée)
Pour les articles homonymes, voir Maxus.
Maxus est une fusée-sonde utilisée par l'Agence spatiale européenne développée à partir de l'étage de fusée américain Castor 4B à propergol solide. Cette fusée-sonde particulièrement puissante est utilisée pour effectuer des recherches en microgravité notamment pour des expériences de fusion de cellules et d’électrophorèse. Elle peut atteindre une altitude maximale de 850 km et offrir ainsi jusqu’à 14 minutes de micropesanteur.

## Historique
La fusée-sonde Maxus est développée par la société suédoise Swedish Space Corporation et par la société allemande MBB-ERNO, aujourd'hui absorbée par le groupe Airbus Defence and Space. Elle comporte un seul étage propulsif constitué par une Castor 4B dérivée de l'accélérateur d'appoint des lanceurs Delta et  Atlas. Ce propulseur à propergols solide fabriqué par la société américain Orbital ATK (ex Thiokol, depuis 2018 Northrop Grumman Innovation Systems) est également utilisée pour des vols suborbitaux militaires américains (missions Aegis destinées à mettre au point un système anti missiles balistiques). La fusée-sonde est utilisée uniquement pour lancer des missions Maxus du programme Elips (European Programme for Life and Physical Science in Space) de l'Agence spatiale européenne. La fusée-sonde peut emporter une charge utile de près de 800 kg comportant plusieurs expériences scientifiques à une altitude de plusieurs centaines de kilomètres avec sa coiffe de 60 cm de diamètre. Le vol fournit environ 13 minutes d'apesanteur durant laquelle les expériences sont mises en œuvre. La fusée-sonde Maxus est tirée de manière exclusive depuis la base de lancement d'Esrange située dans le nord de la Suède. Le besoin d'une fusée-sonde d'aussi forte capacité s'est réduit ces dernières années comme le démontre l'intervalle écoulé (7 ans entre le 9e vol et le 10e vol qui a eu lieu en 2017). L'agence spatiale allemande, la DLR, a proposé de remplacer l'étage Castor par le bloc propulsif S50 du petit lanceur brésilien VLM développé avec l'aide de l'Allemagne et qui doit effectuer son premier vol en 2017 ou 2018.

## Caractéristiques
Les principales caractéristiques du lanceur sont les suivantes ;
- Masse au décollage : 12 300 kilogrammes
- Charge utile : 785 kg
- Carburant : ~ 10 t de propergol solide
- Hauteur : 15,50 mètres dont 8 mètres pour le lanceur
- Diamètre : 1,2 m
- Accélération maximale : 13 g
- Durée de la combustion : 65 secondes
- Apogée : 850 km
- Poussée au décollage  450 kN, dans le vide 500 kN
- Durée de la période de microgravité : 14 minutes

La fusée-sonde est tirée depuis une tour de lancement mobile dédiée.

## Historique des missions
Le premier vol de la fusée-sonde Maxus a lieu le 8 mai 1991 et est un échec. Le second vol qui a lieu  8 novembre 1992 emporte 420 kg de charge utile à 716 km d’altitude. En 2011, un total de 9 fusées ont été tirés, avec un seul échec. Un dixième tir après avoir été annoncé en 2014 puis, en février 2016, et en mars 2017 et a finalement lieu le 24 mars 2017.
| Date             | Base de lancement | Fusée     | Mission  | Résultat                                   |
| ---------------- | ----------------- | --------- | -------- | ------------------------------------------ |
| 8 mai 1991       | Esrange           | Castor 4B | MAXUS 1  | Échec, altitude 154 km                     |
| 8 novembre 1992  | Esrange           | Castor 4B | MAXUS 1B | Succès, altitude 716 km                    |
| 26 novembre 1995 | Esrange           | Castor 4B | MAXUS 2  | Succès, altitude 706 km                    |
| 24 novembre 1998 | Esrange           | Castor 4B | MAXUS 3  | Succès, altitude 713 km                    |
| 29 avril 2001    | Esrange           | Castor 4B | MAXUS 4  | Succès                                     |
| 1er avril 2003   | Esrange           | Castor 4B | MAXUS 5  | Succès                                     |
| 22 novembre 2004 | Esrange           | Castor 4B | MAXUS 6  | Succès, altitude 706 km                    |
| 2 mai 2006       | Esrange           | Castor 4B | MAXUS 7  | Succès                                     |
| 26 mai 2010      | Esrange           | Castor 4B | MAXUS 8  | Succès, charge utile 803 kg, apogée 703 km |
| 24 mars 2017     | Esrange           | Castor 4B | MAXUS 9  | Succès, charge utile 575 kg, apogée 703 km |